# План Оуэна — Столтенберга
План Оуэна — Столтенберга (англ. Owen—Stoltenberg plan) — последняя попытка мирного разрешения конфликта в Боснии и Герцеговине, предложенная сопредседателем Международной конференции по бывшей Югославии Дэвидом Оуэном и заместителем наблюдательного комитета Международной конференции по бывшей Югославии Торвальдом Столтенбергом. План был предложен 30 июля 1993 года и был отменён в связи с тем, что Алия Изетбегович отозвал свою подпись.

## Соглашение
Изначальное соглашение предусматривало четыре раздела: Конституционное соглашение о Союзной Республике Боснии и Герцеговины, прекращение войны, сотрудничество в области гуманитарной деятельности и предварительное соглашение с Республикой Хорватией о применении Конвенции 1965 года о транзитной торговле стран без препятствий в открытом море.
Союзная Республика Боснии и Герцеговины, согласно плану, включала в себя три конститутивные республики по одной на каждый государствообразующий народ (сербы, хорваты и боснийцы). Союзная Республика должна была стать субъектом международного плана и членом ООН, во главе её был бы Президиум из трёх человек, каждый из которых являлся главой государства. Смена членов Президиума должна была осуществляться каждые 4 месяца, все действия должны быть основаны на достижении консенсуса.
Помимо Президиума, в Республике должен был быть Министерский совет, куда вошли бы премьер-министр, министр иностранных дел и другие министры. Президиум мог их назначать. Образовывался Союзный парламент численностью 120 депутатов: по 40 от сербов, хорватов и боснийцев. Судебная власть осуществлялась бы Верховным судом, Конституционным судом и Судом по правам человека.

## Республики

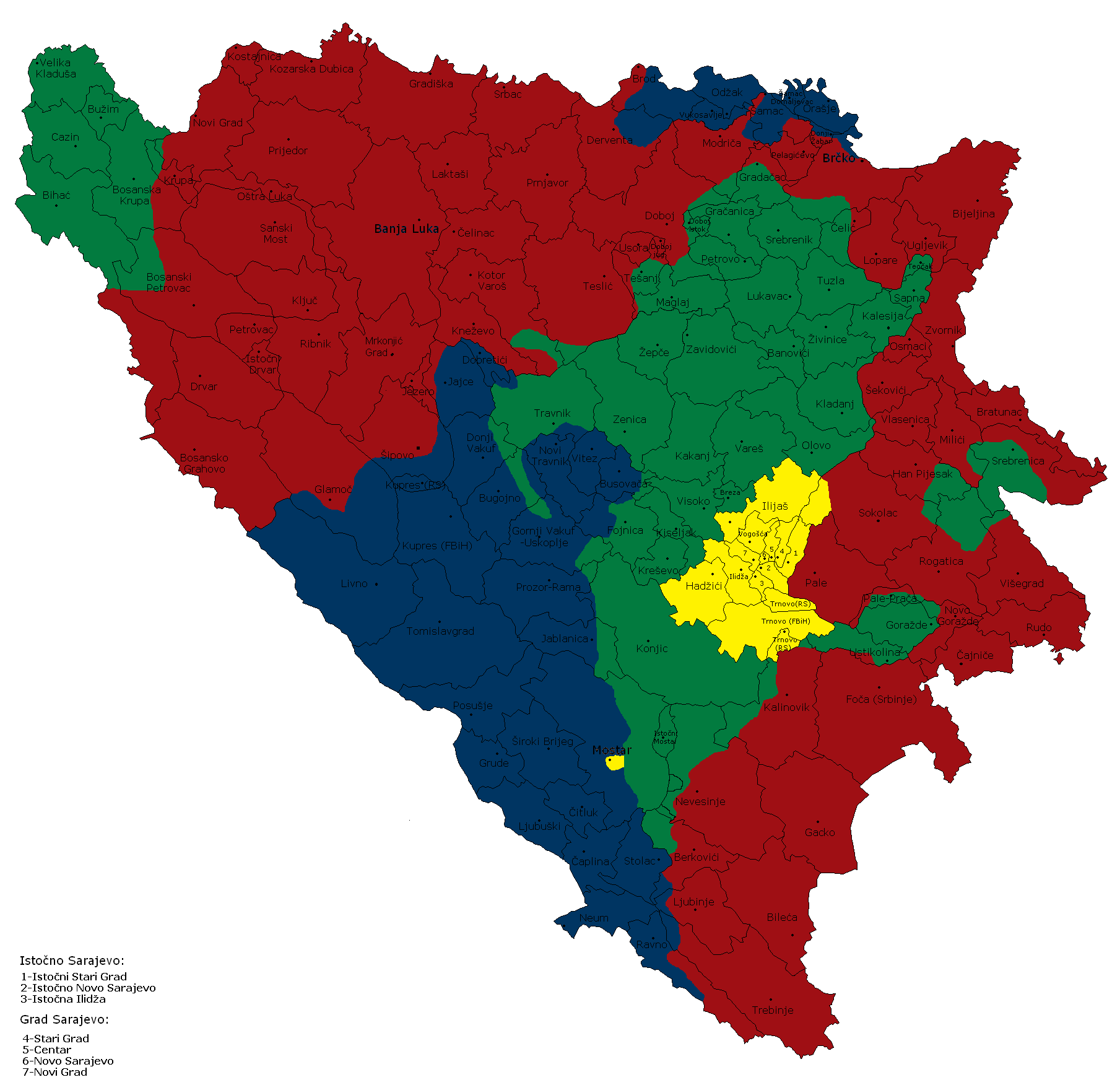
Карта Боснии и Герцеговины по предложенному плану

Каждая Республика должна была иметь свою конституцию, действующую только на своей территории. Она могла управлять внутренними делами, однако в стране должен был быть пропорционально сбалансированный этнический состав. Поддержание вооружённых сил запрещалось всем республикам и лично Союзу, все воинские организации планировалось разоружить под наблюдением ООН после вступления мирного плана в силу, а также полностью демилитаризировать страну.
Выход из Союзной Республики не мог осуществляться без согласия всех республик. Республике необходимо было обратиться в Совет безопасности ООН, чтобы тот принял окончательное решение. В случае выхода из состава какой-либо республики под контролем всей Союзной Республики оставались Неум, общины Столац и Брчко. Отдельным статусом обладали Сараево и Мостар, администрация которых должна была сотрудничать с Евросоюзом. Мостар являлся столицей хорватского национального большинства.
Мирный план представлял собой преображение Боснии и Герцеговины в конфедерацию, но ставил также под вопрос саму государственностью, поэтому шансы на его реализацию были небольшими. На большей части Боснии продолжались боевые действия.

## Разработка плана
Разработкой плана занимались пять стран: США, Великобритания, Франция, Россия и Испания. После провала плана Вэнса — Оуэна начала работу «Программа единого действия» по выработке нового плана мирного урегулирования конфликта, и план Оуэна — Столтенберга был частью работы этой программы. Столтенберг сменил Вэнса на посту заместителя председателя Наблюдательного комитета МКБЮ. После многомесячных переговоров был выработан окончательный план по разделению Боснии и Герцеговины на три конститутивные республики.
Алия Изетбегович относился к плану критически, поскольку не считал, что интересы боснийских мусульман будут достаточно сильно отражены. Он тщательно затягивал ведение переговоров и ожидал какой-либо помощи от США в плане поддержки расширения прав мусульманского населения. В конце концов, Изетбегович отклонил план, сославшись на то, что мусульмане получают недостаточно территорий в своё распоряжение.